# Little Shawmere River
Little Shawmere River är ett vattendrag i Kanada.   Det ligger i provinsen Ontario, i den sydöstra delen av landet, 600 km nordväst om huvudstaden Ottawa. Little Shawmere River ligger vid sjön Renée Lake.
I omgivningarna runt Little Shawmere River växer i huvudsak blandskog. Trakten runt Little Shawmere River är nära nog obefolkad, med mindre än två invånare per kvadratkilometer.